# جيلكو كوفاتشيفيتش
جيلكو كوفاتشيفيتش هو لاعب كرة قدم صربي في مركز الدفاع، ولد في 30 أكتوبر 1981 في تشاتشاك في صربيا. لعب مع نادي رابوتنيتشكي ونادي فاردار.

## وصلات خارجية
- جيلكو كوفاتشيفيتش على موقع قاعدة بيانات كرة القدم.إي يو (الإنجليزية)
- جيلكو كوفاتشيفيتش على موقع Soccerway.com (الإنجليزية)